# 築地憲治
築地 憲治（つきじ けんじ、1893年（明治26年）9月15日 - 没年不明）は、大正から昭和時代前期の台湾総督府官僚。宜蘭市長。

## 経歴・人物
鹿児島市に生まれる。1913年（大正2年）3月、台湾総督府中学校（現・台北市立建国高級中学）を卒業し、1919年（大正8年）5月、台東庁属を拝命する。
台北州属、台湾総督府財務局金融課勤務を経て、1939年（昭和14年）8月、地方理事官に進み、彰化市助役に就任した。のち新竹州桃園郡守、台中州彰化郡守を経て、宜蘭市長に就任した。